# Dolce (Dél-plzeňi járás)
Dolce település Csehországban, a Dél-plzeňi járásban. Dolce Příchovice, Horšice, Radkovice, Letiny és Řenče településekkel határos. Lakosainak száma 292 fő (2024. január 1.).

## Népesség
A település lakosságának változását az alábbi diagram mutatja:
| Lakosok száma | 365  | 378  | 403  | 355  | 279  | 268  | 278  | 296  | 288  | 292  |
|               | 1869 | 1890 | 1921 | 1950 | 1980 | 2001 | 2017 | 2019 | 2022 | 2024 |